# 波爾科三世 (津比采)
波爾科三世（波蘭語：Bolko III ziębicki，約1348年—1410年6月13日），津比采公爵，米科瓦伊的長子，1358年至1410年在位。

## 家庭
1369年，波爾科三世與比托姆公爵波列斯瓦夫的女兒歐菲米亞結婚，兩人共有2子2女：
1. 揚一世（約1380年—1428年）
2. 歐菲米亞（約1385年—1447年）
3. 卡塔齊娜（約1390年—1422年），與奧帕瓦公爵普熱米斯爾一世結婚
4. 亨里克（英语：Henry II, Duke of Münsterberg）（約1396年—1420年）